# ميكيل ليغرتوود
ميكيل بنجامين ليغرتوود (بالإنجليزية: Mikele Leigertwood)‏؛ (مواليد 12 نوفمبر 1982) هو لاعب كرة قدم إنجليزي المولد أنتيغوي يلعب لصالح نادي ريدينغ في الدوري الممتاز. كما أنه يلعب مع منتخب أنتيغوا وباربودا لكرة القدم. يجيد اللعب كلاعب خط الوسط مدافع.

## مسيرته الكروية
لعب ميكيل ليغرتوود خلال مسيرته الاحترافية مع 6 أندية في سبعة عشر موسمًا وسجل خلالها 22 هدفًا ضمن 372 مباراة. ولم يفز بأي موسم بالكأس أو بالدوري.
خاض ميكيل ليغرتوود مسيرته مع نادي ويمبلدون في موسم 2001–02 واستمر معه طيلة ثلاثة مواسم، مشاركًا في 56 مباراة سجل خلالها هدفين. ثم انتقل إلى نادي كريستال بالاس في موسم 2003–04 واستمر معه طيلة ثلاثة مواسم، حيث شارك في 59 مباراة سجل خلالها هدفًا واحدًا. لينتقل بعدها إلى نادي شيفيلد يونايتد في موسم 2006–07 ولمدة موسمين، مشاركًا في 21 مباراة ولم يسجل أي هدف. ثم انتقل إلى نادي كوينز بارك رينجرز في موسم 2007–08 ليلعب معه أربعة مواسم، مشاركًا في 131 مباراة سجل خلالها 12 هدفًا. هذا وانتقل لاحقًا إلى نادي ريدنغ في موسم 2010–11 ليلعب معه أربعة مواسم، مشاركًا في 97 مباراة سجل خلالها 7 أهداف.

## وصلات خارجية
- صفحة اللاعب على موقع نادي ريدينغ
- ميكيل ليغرتوود على موقع قاعدة بيانات كرة القدم.إي يو (الإنجليزية)
- ميكيل ليغرتوود على موقع ناشيونال فوتبول تيمز (الإنجليزية)
- ميكيل ليغرتوود على موقع Soccerbase.com (لاعب) (الإنجليزية)
- ميكيل ليغرتوود على موقع عالم كرة القدم.نت (الإنجليزية)
- ميكيل ليغرتوود على موقع كووورة
- ميكيل ليغرتوود على موقع AS.com (الإسبانية)